# ناحیه آرگیل، میشیگان
ناحیه آرگیل (به انگلیسی: Argyle Township) یک منطقهٔ مسکونی در ایالات متحده آمریکا است که در شهرستان سانیلاک واقع شده‌است.
 ناحیه آرگیل ۹۴٫۱ کیلومتر مربع مساحت و ۷۷۰ نفر جمعیت دارد و ۲۴۱ متر بالاتر از سطح دریا واقع شده‌است.